# En döddansares visor
En döddansares visor är en diktsamling av Nils Ferlin, utgiven 1930 av Bonniers förlag.
Boken var författarens debut och den innehåller en av hans mest kända dikter, En valsmelodi, med de välkända raderna ”jag är ganska mager om bena, tillika om armar och hals”, vilken har tonsatts av Lille Bror Söderlundh.
Dikten Stjärnorna kvittar det lika utgör sedan 2003 det enda svenska bidraget till den omfattande samlingen av så kallade väggdikter i den holländska staden Leiden.
En döddansares visor har röstats fram till De 50 bästa diktsamlingarna.